# Route nationale 5 (Congo-Kinshasa)
Pour les articles homonymes, voir Route nationale 5.
La route nationale 5 (RN5) est une route nationale de la République démocratique du Congo. 

## Parcours
La RN5 relie Bukavu à Lubumbashi, parcourant 1 356 km.
Les villes principales traversées par la RN5 sont, du Nord au Sud, Bukavu, Uvira, Baraka,Fizi, Makungu, Kalemie, Pweto, Kilwa, Kasomeno, Lubumbashi.
La RN5 est connectée aux routes nationales : RN1, RN2, RN3, RN4, RN28, RN33, RN34, RN35, RN36, RN44.

## Galerie

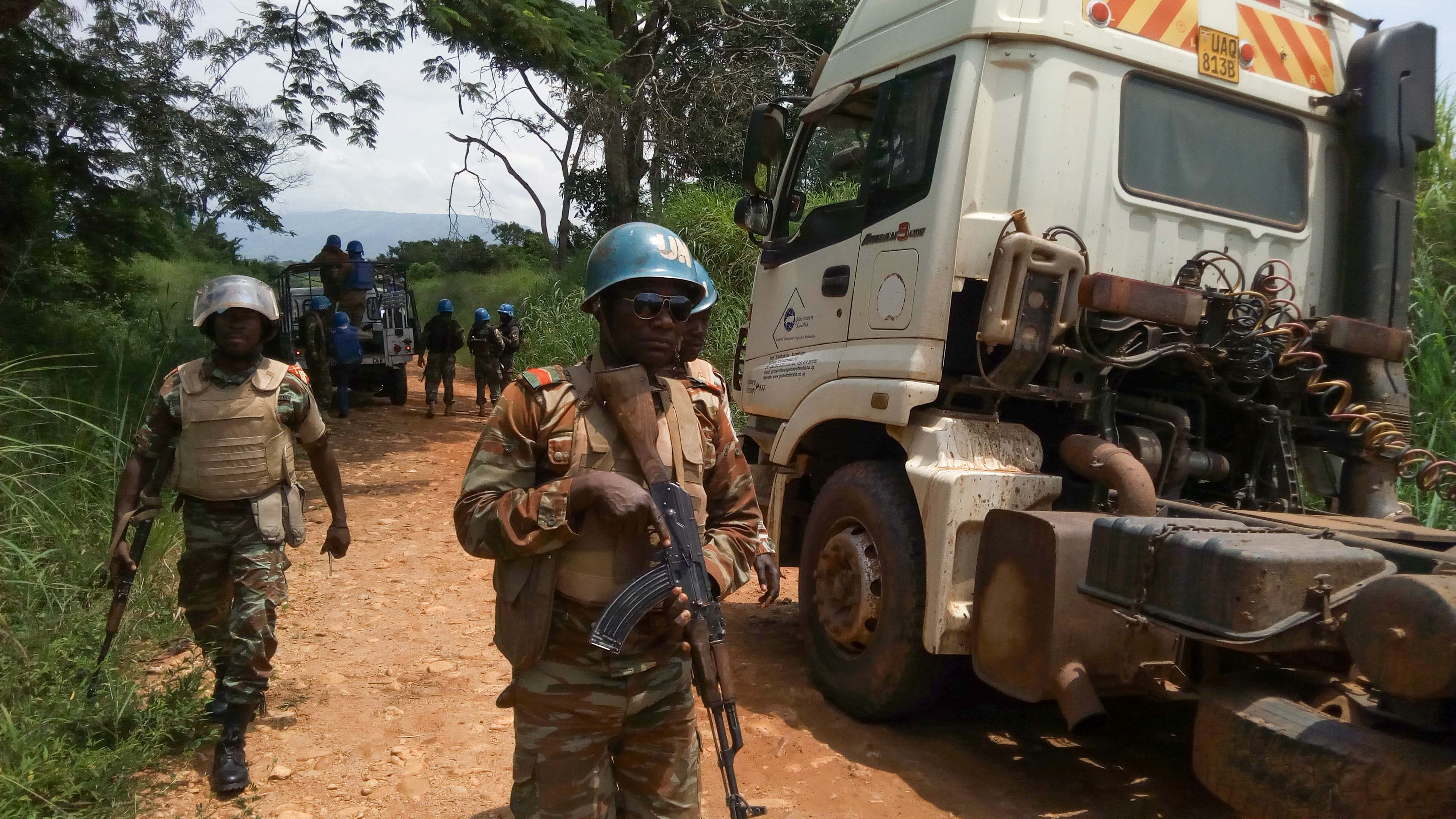
Des casques bleus de la MONUSCO sur la RN5[2].
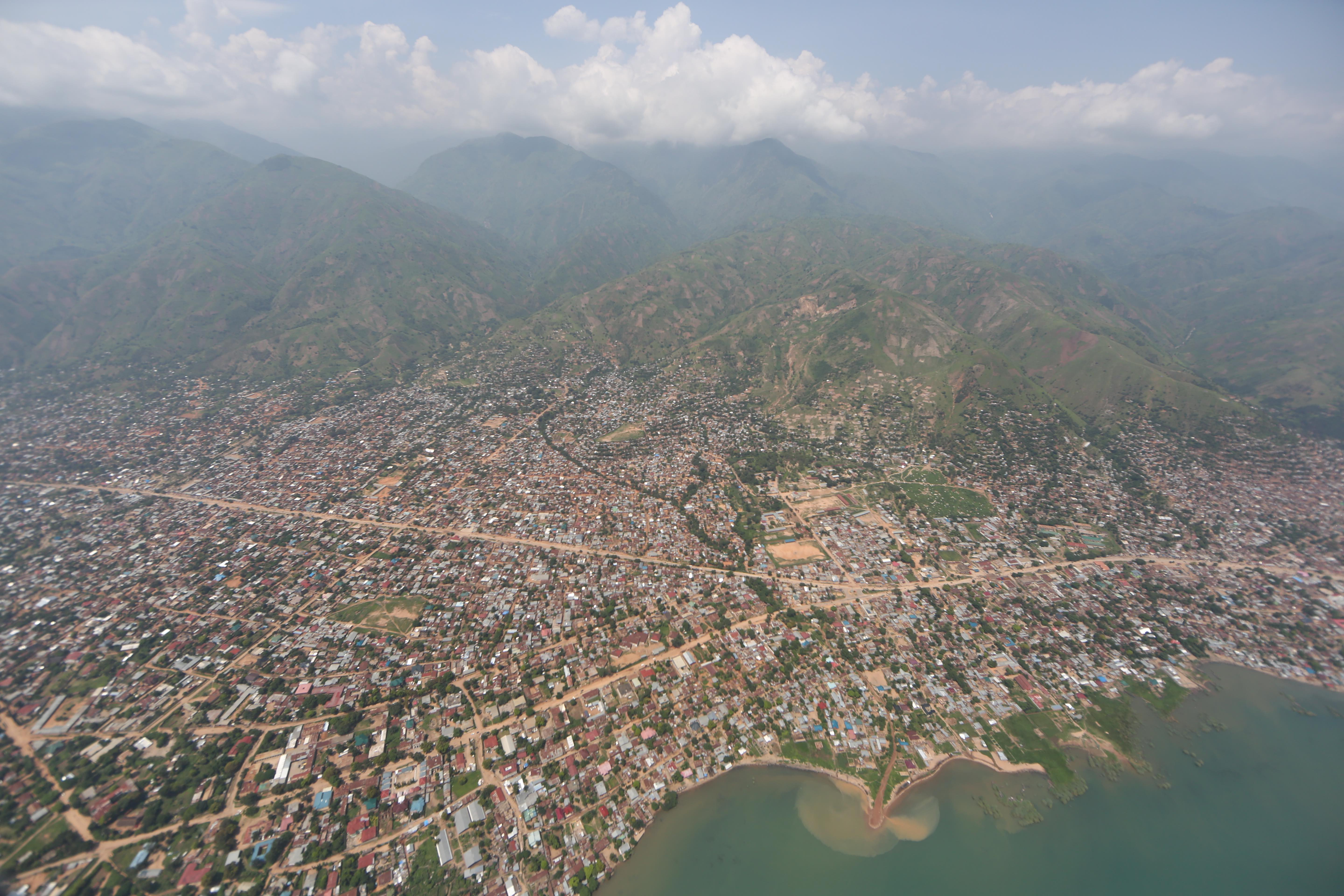
Vue aérienne d'Uvira